# Lijst van Nederlandse suffixen
Het suffix is een taalkundig achtervoegsel en als zodanig een gebonden morfeem. Suffixen worden gebruikt om nieuwe woorden af te leiden van andere woorden en dienen onderscheiden te worden van uitgangen, die een rol spelen bij vervoeging of verbuiging.
Het onderscheid tussen achtervoegsels (waarmee een afleiding wordt gevormd) en uitgangen (waarmee een woord wordt verbogen of vervoegd), wordt in de Nederlandse taalbeschrijving gemaakt, maar komt in vele andere grammatica's niet voor. Zo gebruikt het Engels in beide gevallen het woord "suffix". Zo nodig wordt onderscheiden tussen "derivational suffix" en "inflectional suffix".

## Voorbeelden vanNederlandsesuffixen
- -aar, -er, -eur vormt mannelijke zelfstandige naamwoorden van werkwoorden; betekenis: 'persoon die de handeling uitvoert': bakker, verzamelaar, directeur.
- -aard, -erd vormt mannelijke zelfstandige naamwoorden van bijvoeglijke naamwoorden; betekenis: 'persoon met de door het bijvoeglijk naamwoord uitgedrukte eigenschap': luiaard, lieverd.
- -achtig vormt bijvoeglijke naamwoorden van zelfstandige naamwoorden en bijvoeglijke naamwoorden, in beide gevallen met de betekenis 'lijkend op, net als': beestachtig, blauwachtig.
- -es vormt de vrouwelijke vorm: prinses, zangeres. Het woord stewardess is aan het Engels ontleend en wordt daarom met een dubbele s geschreven.
- -heid vormt vrouwelijke zelfstandige naamwoorden van bijvoeglijke naamwoorden: ongelijkheid, boosheid.
- -(er)ig vormt bijvoeglijke naamwoorden van zelfstandige naamwoorden en bijvoeglijke naamwoorden, lijkt qua betekenis sterkt op -achtig: bezitterig, groenig.
- -ij (varianten -arij, -(e)nij, -(d)erij, -dij) vormt vrouwelijke zelfstandige naamwoorden: 
  - van werkwoorden; betekenis:
    - het enige tijd uitvoeren van de handeling, vaak pejoratief: knoeierij, vleierij
    - plek waar de handeling plaatsvindt: bakkerij, spinnerij, wasserij

  - van zelfstandige naamwoorden; betekenis:
    - plek waar een persoon verblijft, woont of werkt: abdij, boerderij, kanselarij
    - verzamelwoord: het geheel van wat op het grondwoord betrekking heeft: ambtenarij, voetballerij

  - van bijvoeglijke naamwoorden; betekenis: 'de door het bijvoeglijk naamwoord uitgedrukte eigenschap hebbend': woestenij, lekkernij
- -in vormt de vrouwelijke vorm: koningin, Russin, leeuwin.
- -ing maakt van een werkwoord een vrouwelijk zelfstandig naamwoord: bedoeling, omheining
- -je vormt verkleinwoorden, altijd onzijdig.
- -lijk vormt bijvoeglijke naamwoorden:
  - van zelfstandige naamwoorden: deugdelijk, koninklijk.
  - van werkwoorden: verwerpelijk, wenselijk.
- -schap vormt vrouwelijke en onzijdige zelfstandige naamwoorden:
  - van bijvoeglijke naamwoorden: blijdschap, verwantschap
  - van zelfstandige naamwoorden:
    - verzamelwoorden: broederschap, vennootschap
    - woorden die 'het zich in de hoedanigheid bevinden' aangeven: ballingschap, kluizenaarschap

  - van werkwoorden: weddenschap, wetenschap
- -sel vormt onzijdige zelfstandige naamwoorden van werkwoorden; betekenis:
  - het resultaat van de handeling of het proces: baksel, mengsel, verzinsel
  - het middel of werktuig dat wordt gebruikt: deksel, stijfsel
  - het onderwerp van de handeling of het proces: verschijnsel, overblijfsel
- -te vormt vrouwelijke zelfstandige naamwoorden van bijvoeglijke naamwoorden: hoogte, leegte.

## Overige voorbeelden
- voorbeelden van uit het Latijn afkomstige suffixen: -tor (m) & -trix (v), -teit (v), -tie (v)
- voorbeelden van uit het Frans afkomstige suffixen: -ette (v), -teur (m) & -trice (v)
- voorbeelden uit andere talen: -stan